# Bertrand Piton
Pour les articles homonymes, voir Piton (homonymie).
Bertrand Piton est un footballeur français, né le 19 août 1970 à Besançon.

## Biographie
Formé au FC Sochaux, il joue au poste de défenseur central. 
Il part du côté du Chamois niortais à la suite d'une altercation avec Faruk Hadžibegić, alors entraîneur d'une équipe de Sochaux en pleine dérive. 
Il est maintenant devenu entraîneur et s'est mis au triathlon.

## Carrière de joueur
- US Baume-les-Dames
- FC Sochaux-Montbéliard (formation)
- 1990-1991 :  FC Martigues (prêt)
- 1991-1992 :  AS Red Star 93 (prêt)
- 1992-1997 :  FC Sochaux-Montbéliard
- 1997-2004 :  Chamois niortais FC[1]